# Huyuan (sockenhuvudort i Kina, Zhejiang Sheng, lat 29,81, long 119,94)
Huyuan (kinesiska: 湖源乡, 小章) är en sockenhuvudort i Kina. Den ligger i provinsen Zhejiang, i den östra delen av landet, omkring 53 kilometer sydväst om provinshuvudstaden Hangzhou. Antalet invånare är 5 784. Befolkningen består av 2 880 kvinnor och 2 904 män. Barn under 15 år utgör 12,0 %, vuxna 15-64 år 64 %, och äldre över 65 år 23,0 %.
Runt Huyuan är det tätbefolkat, med 411 invånare per kvadratkilometer. Närmaste större samhälle är Changkou, 12,8 km nordväst om Huyuan. I omgivningarna runt Huyuan växer i huvudsak blandskog.
Genomsnittlig årsnederbörd är 2 207 millimeter. Den regnigaste månaden är juni, med i genomsnitt 474 mm nederbörd, och den torraste är januari, med 82 mm nederbörd.